# 约翰·杜威
约翰·杜威（英語：John Dewey，1859年10月20日—1952年6月1日）是美国哲学家、教育家、心理学家，与查尔斯·桑德斯·皮尔士、威廉·詹姆士一起被认为是美国实用主义哲学的重要代表人物，也被视为是现代教育学的创始人之一、机能主义心理学派的创始人之一。
杜威在学术生涯中，曾先后于美国密歇根大学、芝加哥大学、哥伦比亚大学长期任教，并在哥伦比亚大学退休。杜威一生极力推崇民主制度，强调科学和民主的互补性，民主思想是他众多著作的主题。与此同时，他也被视为二十世纪最伟大的教育改革者之一。在芝加哥大学任教期间，於1896年他创立了芝加哥大学附属实验学校作为他教育理论的实验基地，其太太担任学校校长。
杜威的思想曾对二十世纪前期的中国教育界、思想界产生过重大影响，培养了包括胡适、冯友兰、陶行知、郭秉文、张伯苓、蒋梦麟等一批国学大师和学者。他也曾到访中国，两年间在全国各地举办了数百场讲座，见证了五四运动，并与孙中山会面，促进了民主、科学的思想在中国传播。杜威是二十世纪上半叶美国最著名的学者之一，2006年12月，美国知名杂志《大西洋月刊》将杜威评为“美国历史上最具影响力的100位人物（The 100 Most Influential Figures in American History）”第40名。

## 人物生平

### 早年生活
约翰·杜威1859年出生於美國佛蒙特州的普通家庭裡。1879年毕业于佛蒙特大學，1884年獲约翰·霍普金斯大學哲学博士學位。

### 学术生涯

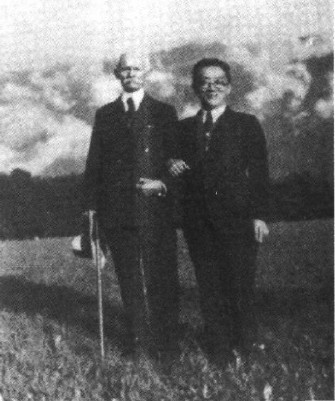
杜威和其学生胡适

1884-1888年、1890-1894年，杜威在美国密歇根大学任哲学教授，1889年曾短期在明尼苏达大学教授哲学。
1894-1904年，杜威在美国芝加哥大学任哲学系、心理学系和教育系主任，1902-1904年还兼任该校教育学院院长。1896年，他创立了芝加哥大学附属实验学校作為他教育理論的實驗基地，他的太太爱丽丝·杜威（Alice Chipman Dewey）担任学校校长。他反對傳统的灌输和機械训练的教育方法，主張从實踐中學習。提出教育即生活，学校即社会的口号。其教育理论强调个人的发展、对外界事物的理解以及通过實驗獲得知識，影響很大。
1904-1930年，他在紐約哥倫比亞大學哲學系兼任教授教職，直至退休。
杜威还协助创办了美國心理学联合会、美國哲學會、美國大學教授聯合會等机构。

### 国外访学
杜威曾經到世界許多地方演講，宣揚他的想法，他曾經到過中國、印度訪問，因此他的思想也影響著美國以外的地區。
杜威的哲學思想，經由北京大學胡適教授傳入中國。1919年，杜威至日本講學，接到胡適的邀請信。北京大學蔣夢麟和南京高等師範學校校長郭秉文等人隨後登門拜訪，正式邀請杜威至中國。4月30日，杜威由日本抵達中國上海，展開為期15個月的巡迴演講，遍及北京和華北、華東、華中11省。杜威在講學途中，见证了五四运动的爆发，也曾會晤孫文。因為這次巡迴演講，使他的實用哲學在當時中國形成風潮，而他也被有识之士视为“民主”和“科学”的象征。1921年6月30日，杜威及家人启程离开中国。

## 个人思想

### 教育学

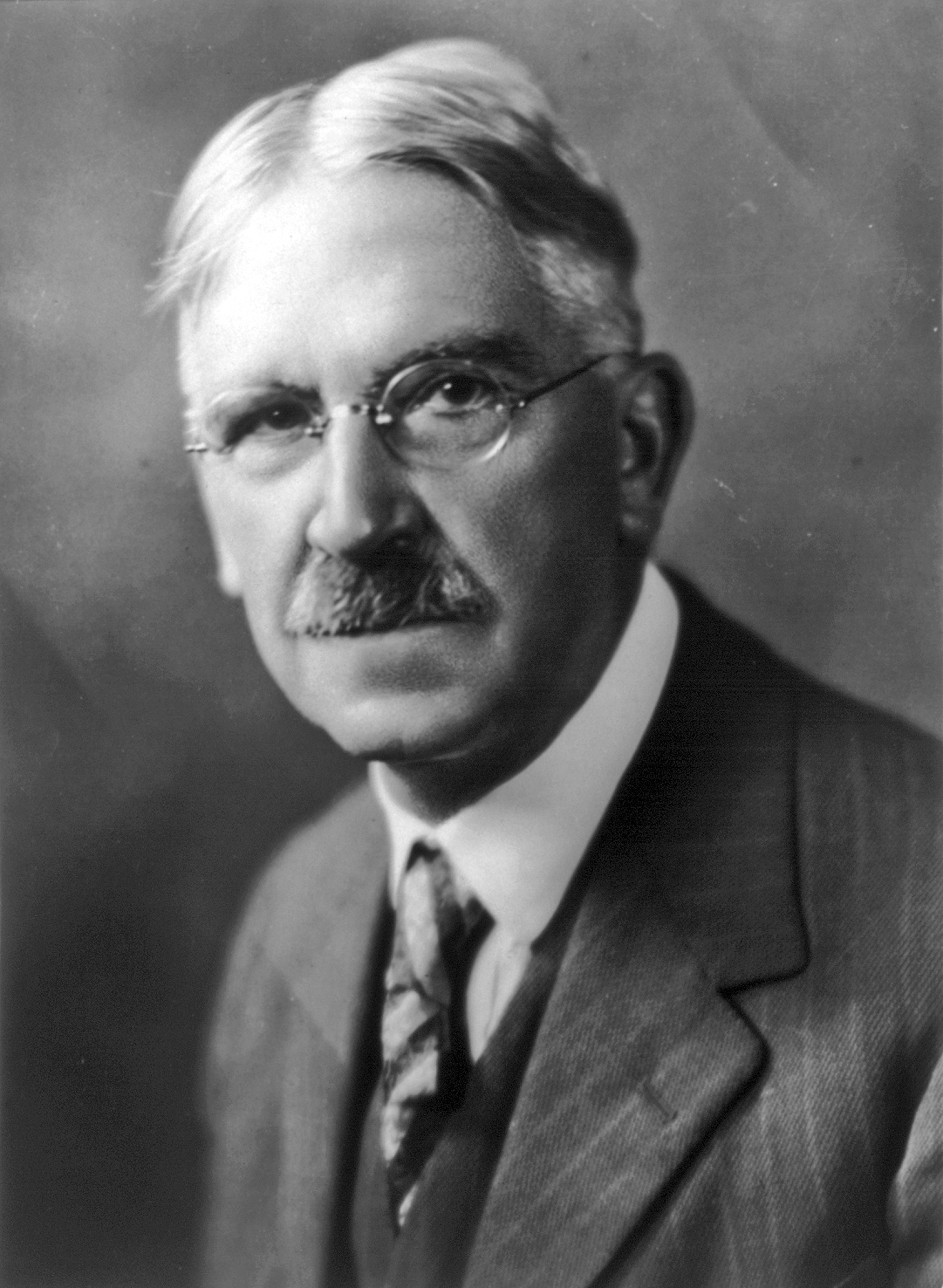
约翰·杜威

杜威最重要的兩個教育思想：連續性以及實踐中學習（或譯從做中學），许多人称他为“現代教育之父”。
教育的連續性是指，一個人如果念完一個教育階段，或是他唸完了數學第一冊，卻不想再繼續唸下去，這代表教育是失敗的、沒有連續性。成功的教育是一直延續下去的，就是現在所謂的終身教育。做中學是經驗主義、行為主義、進步論的產物。
杜威在著名的教育著作《民主主义与教育》中明確表示「教育的目的是要使個人能夠繼續他的教育......不是要在教育歷程以外，去尋覓別的目的，把教育做這個別的目的的附屬物。」這種「無目的論」的確使人不敢輕易接受。必須記緊的是他在這兒說的教育是跟他心目中追求的民主社會不能分割的，對他而言，特別在當時的社會環境，他反映的可說是一種美國精神----個體的發展本身已是最終的目的。
他說：「教育的自身並沒有什麼目的。只有人，父母，教師才有目的。」如果我們把他的話理解為教育是漫無目的的，顯然是一種誤解，他「只是要人不因養成社會效率而抹殺兒童青年的天性和當前生活」他不甘心教育淪為「別的目的的附屬物」，所以他把教育中的目的這樣詮釋：「一個人放槍，他的目的就是他的槍對著放的鵠的。但這個對象不過是一個記號，（使我們對）所欲進行的活動有所專注。」放槍的最終目的並非鵠的本身，而是這記號使瞄準這動作變得具體和有意義，同樣，教育歷程的本身已具發展個體稟賦的圓滿的意義，教育的目標只是作為導向和指引。
事實上，他並不否定教育須有「良好的教育目的」，這些目的的特性如下：
1. 須建基於個人的固有活動與需要;
2. 須能翻成實行的方法，與受教育的人的活動，共同合作;
3. 教育家須防備所謂普通的與終極的目的。事實上，當代教育的定位的確搖擺在兩類教育目的之間：一是「使受教者成為定型的產品」，另一是「最終要提高受教者的（創進）能力」。

基於對受教育者本身的重視，杜威反對傳統的灌輸式教育方法，他指出「有人把感官視為一種神秘的筒子，以為我們能使知識經過這筒子，由外界把知識輸入心裏去......以為只要使眼睛常常望著書本，使兒童常常聽著教師的話，就是求得完善知識的秘訣。」他認為灌輸式教育方法不是真正的教育，因為「教育即成長」:「成長的第一條件，是未成長的狀態......『未』字卻有一種積極的意思，並不是僅僅虛無或缺乏的意思。」他肯定這種未長成的狀態是充滿能動性和潛能的，不是一味灌輸能使之充分發展的。
對杜威來說，創造充分的條件讓學習者去「經驗」是教育的關鍵：「所謂經驗，本來是一件『主動而又被動的』（active-passive）事情，本來不是『認識的』（cognitive）事情」，杜威「把經驗當作主體和對象、有機體和環境之間的相互作用。」他主張以這種進步的（progressive）教育方法使學習者從活動中學習，經驗本身就是指學習主體與被認識的客體間互動的過程。但他又說：「經驗的價值怎樣，全視我們能否知覺經驗所引出的關係，或前因後果的關聯。」並不是每一種經驗都是有教育的價值的，對經驗過程逐漸形成的主體的詮釋是關鍵所在。正因如此，杜威亦指出培養出學習者自習能力是教育的功用，他說：「教育功用的經驗的另一方面，即是能增加指揮後來經驗的能力。」他把這種能力的培養稱為「改造」，所以他說「教育即改造」。
從以上可知，杜威主張教學方法的實施應緊扣學習者為中心的前提，特別是在兒童的早期階段的教育「更多地是社會學和心理學意義上的工作」，後期再慢慢再轉向「系統的、技術的知識」。正如伯內特（Joe R. Burnett）在1979年論及美國教育實踐時說：「杜威的教育學在當時或現在，不可能在學校中得到廣泛地應用。因為從來就沒有培訓過進行這種教育的教師，學校也沒有這方面的人力物力，家長和政客們也不支持杜威的教育學。」
我們也不能否認，馬利坦對杜威式的教育的批評是值得注意的：他認為「當人們忘記了傳授客體（the object to be taught）以及客體的首要性（the primacy of the object）時，當手段崇拜（不是有目的、而是無目的的手段崇拜）僅以對主體的心理膜拜而告終時，錯誤便產生了。」
「反思性思維」（reflective thinking）是杜威教育哲學的一個核心概念。杜威認為，真正的學習源於經驗和反思的結合，而非被動接受知識。反思性思維是一種有目的、有系統的思考方式，通過質疑、分析和解決問題來獲取新知識。杜威於一九三三年出版《我們如何思考》(How We Think)一書，討論教育與反思性思維的關係時，也曾用到「批判思考」（critical thinking）這個詞語。 很多學者因此以為「批判思考」這個詞語源於杜威。不過，有與杜威同期的學者比杜威更早用到「批判思維」這個名詞。

## 人物影响

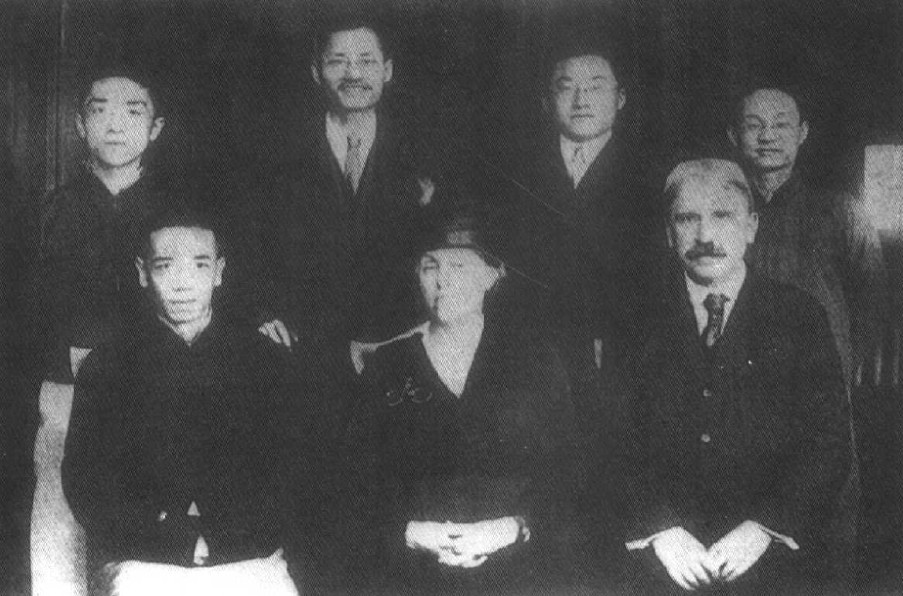
杜威（前排右一）1919年来华期间与胡适（后排左一）、蒋梦麟（后排左二）、陶行知（后排左三）、史量才（前排左一）等人合影

### 对東亞的影响
杜威的教育思想曾对二十世纪上半叶的中國乃至東亞教育界、思想界产生过重大影响。民国时期一些重要人物如胡适、冯友兰、陶行知、郭秉文、张伯苓、蒋梦麟及台灣林茂生等均曾在美国哥倫比亞大學留学，曾是杜威的学生。
杜威反对传统的灌输和机械训练、强调从实践中学习的教育主张，对蔡元培、晏阳初以至毛泽东等都有一定的影响。

### 杜威在後現代
理查德·罗蒂與Hassan都曾提及在後現代的方向上，必須注意杜威的見解。杜威對於回到「日常經驗」（common experience）的想法、「教育即經驗」及其所帶來的藝術傾向和「教育無目的論」亦應許人「自我完成」，而此「無用之用」亦有呈現後現代性格。

## 主要著作

### 著作列表

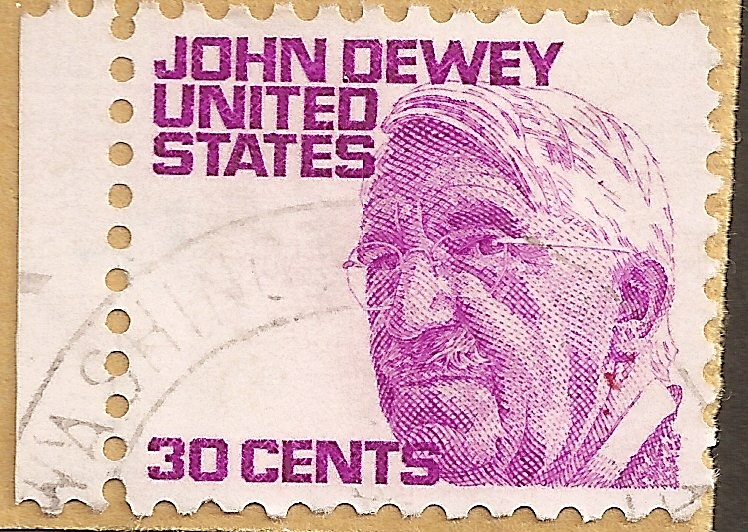
美国曾于1968年发行纪念杜威的邮票

- 《心理学》（Psychology ，1887）
- 《我的教育信條》（My Pedagogic Creed" ，1897）
- 《学校与社会》（The School and Society ，1899）
- 《儿童与课程》（The Child and the Curriculum ，1902）
- 《教育中理论与实践的关系》（The Relation of Theory to Practice in Education ，1904）
- 《我们如何思维》（How We Think ，1910）
- 《民主主义与教育》(Democracy and Education ，1916)（或譯為《民主與教育》)

- 《哲學之改造（日语：哲学の改造）》（Reconstruction in Philosophy ，1919）
- 《中国、日本与美国》（China, Japan and the U.S.A. ，1921）
- 《人性与行为》（Human Nature and Conduct: An Introduction to Social Psychology ，1922）
- 《经验与自然》（Experience and Nature，1925）
- 《公众及其问题》（The Public and its Problems ，1927）
- 《确定性寻求》（The Quest for Certainty,1929）
- 《哲学与文明》 （Philosophy and Civilization ，1931）
- 《伦理学》（Ethics）第2版 (with James Hayden Tufts) (1932)
- 《艺术即经验》（Art as Experience ，1934）
- 《教育哲學》
- 《明日之學校》
- 《批判的理论学理论》
- 《经验与教育》（Experience and Education ，1938）
- 《自由与文化》（Freedom and Culture，1939）
- 《评价理论》Theory of Valuation (1939).
- 《非现代哲学与现代哲学》(Unmodern Philosophy and Modern Philosophy ,2012)
- 《人类的问题》（Problems of Men）等

### 著作评价
杜威《思维术》的本质在于，大胆地假设，小心地限定并求证。（Hu Shih, My credo and its evolution, living philosophies, New York: Simon & Schuster, 1931, p.255.)
美國保守派的《人事》雜誌，將杜威的《民主主义与教育》列入「19和20世紀最有害的10本書」第五名，僅次於《共產黨宣言》、《我的奮鬥》、《毛澤東語錄》、《金賽性學報告》。